# Totton and Eling
Totton and Eling – miasto i civil parish w Anglii, w hrabstwie Hampshire, w dystrykcie New Forest. Leży 18 km na południowy zachód od miasta Winchester i 116 km na południowy zachód od Londynu. W 2011 civil parish liczyła 28970 mieszkańców.